# Championnat de France des rallyes 1991
Navigation
Édition précédente Édition suivante
Le Championnat de France des rallyes 1991 a été remporté par Bernard Béguin au volant d'une Ford Sierra Cosworth 4x4. Il s'agit du second titre de sa carrière après celui remporté en 1979 aux commandes d'une Porsche 911.

## Rallyes de la saison 1991
| N° | Dates                     | Rallye                 | Vainqueur        | Copilote           | Voiture                   |
| 1  | 1er mars-3 mars           | Rallye des Garrigues   | Fabrizio Tabaton | Maurizio Imerito   | Lancia Delta HF Integrale |
| 2  | 6 avril-7 avril           | Rallye Grasse-Alpin    | Jean Ragnotti    | Gilles Thimonier   | Renault Clio 16s          |
| 3  | 28 avril-1er mai          | Tour de Corse          | Carlos Sainz     | Luís Moya          | Toyota Celica             |
| 4  | 1er juin-2 juin           | Rallye Alsace-Vosges   | Bernard Béguin   | Jean-Marc Andrié   | Ford Sierra Cosworth 4x4  |
| 5  | 20 juillet-21 juillet     | Rallye du Rouergue     | Yves Loubet      | Jean-Paul Chiaroni | Lancia Delta HF Integrale |
| 6  | 7 septembre-8 septembre   | Rallye du Mont-Blanc   | Yves Loubet      | Jean-Paul Chiaroni | Lancia Delta HF Integrale |
| 7  | 27 septembre-29 septembre | Rallye d'Antibes       | Bernard Béguin   | Jean-Marc Andrié   | Ford Sierra Cosworth 4x4  |
| 8  | 12 octobre-13 octobre     | Rallye du Limousin     | Bernard Béguin   | Jean-Marc Andrié   | Ford Sierra Cosworth 4x4  |
| 9  | 2 novembre-3 novembre     | Critérium des Cévennes | Bernard Béguin   | Jean-Marc Andrié   | Ford Sierra Cosworth 4x4  |
| 10 | 30 novembre-1er décembre  | Rallye du Var          | Bernard Béguin   | Jean-Marc Andrié   | Ford Sierra Cosworth 4x4  |

## Classement du championnat
| Place | Pilote              | Voiture                       | 1  | 2   | 3  | 4   | 5   | 6   | 7   | 8   | 9   | 10  | Points |
| ----- | ------------------- | ----------------------------- | -- | --- | -- | --- | --- | --- | --- | --- | --- | --- | ------ |
| 1er   | Bernard Béguin      | Ford Sierra Cosworth 4x4      | 3e | 2e  | ab | 1er | 2e  | 2e  | 1er | 1er | 1er | 1er | 148    |
| 2e    | Yves Loubet         | Lancia Delta HF Integrale 16v | ab |     | 6e | 2e  | 1er | 1er | 2e  | 2e  | 2e  |     | 109    |
| 3e    | Jean Ragnotti       | Renault Clio 16s              |    | 1er | ab | 6e  |     | 4e  | 3e  | 3e  |     | 2e  | 79     |
| 4e    | Jean-Hugues Hazard  | Ford Sierra Cosworth 4x4 Gr N | 7e |     |    | 14e |     |     | 9e  |     | 8e  |     | 66     |
| 5e    | Philippe Bugalski   | Renault Clio 16s              |    |     | 8e | 4e  |     | 3e  | 3e  | 5e  |     |     | 48     |
| 6e    | Fabien Doenlen      | Peugeot 205 Rallye            |    | 3e  |    |     |     |     |     |     |     |     | 42     |
| 7e    | Sylvain Polo        | Citroën AX Sport              | 6e | 5e  |    |     |     | 8e  |     |     |     |     | 40     |
| 8e    | Pierre Budar        | Peugeot 309 GTI Gr N          |    | 9e  |    |     |     |     |     |     |     |     | 33     |
| 9e    | Patrick Bernardini  | BMW M3                        |    |     |    |     |     | 5e  |     |     |     |     | 32     |
| 10e   | Jean-François Ottan | Honda Civic                   |    |     |    |     |     |     |     |     |     |     | 30     |

### Autres championnats/coupes sur asphaltes
- Championnat de France des rallyes 2e Division : 
  - 1erGérard Maurin sur Ford Sierra Cosworth 4x4 Gr N

- Volant Peugeot 309 GTI : 
  - 1erChristian Gazaud